# Glacera Hispar
La Glacera Hispar (Urdu: ہسپر گلیشر) és una glacera de 49 km de llarg a la serralada del Karakoram de Gilgit–Baltistan, Pakistan. La glacera connecta amb la Glacera Biafo a l'Hispar La (Coll Hispar) a una altitud de 5,128 m tot conformant el sistema glacial més llarg del món fora de les regions polars.

## Detalls
La ruta de 100 km de gel Hispar-Biafo connecta dos antics regnes de muntanya, el Nagar (immediatament al sud de Hunza) a l'oest i Baltistan a l'est. L'extrema inclinació dels laterals de les morrenes de la glacera fan de la meitat superior d'aquesta ruta la part més difícil de la travessa Biafo-Hispar. Arribar a l'Hispar La demana ja tot un dia de marxa sobre la glacera. La combinació dels quatre afluents que baixen de les glaceres del nord fa que travessar els cursos d'aigua sigui perillós. Les vistes dels pics de fins a 7,800 m al costat sud de la glacera son particularment impressionants.
Al nord de la glacera s'hi troba la subserralada Hispar Muztagh del Karakoram. El riu Hispar, un afluent del riu Hunza, neix de l'aigua fosa de la glacera.